# شون لونغ (لاعب دوري الرغبي)
شون لونغ (بالإنجليزية: Sean Long)‏ هو لاعب دوري الرغبي بريطاني، ولد في 24 سبتمبر 1976 في ويغان في المملكة المتحدة.

## روابط خارجية
- شون لونغ على موقع ItsRugby.co.uk (الإنجليزية)